# رگبار دروغ
رگبار دروغ (به انگلیسی: Firehose of firehose of falsehood) یک روش پروپاگاندا است که در آن تعداد زیادی پیام به سرعت، به طور مکرر و از طریق چندین کانال (مانند رسانه خبری و رسانه‌های اجتماعی) بدون توجه به حقیقت داشتن یا ثبات آن، مخابره می‌شود. این تکنیک که امروزه به عنوان  مدلی معاصر در دستگاه پروپاگاندای روسیه تحت ریاست جمهموری ولادیمیر پوتین به کار گرفته می‌شود؛ از پروپاگاندا در اتحاد جماهیر شوروی باقی مانده است.
دولت روسیه از این روش در حمله خود به گرجستان در سال ۲۰۰۸ استفاده کرد؛ به استفاده از آن در مداخله نظامی در اوکراین ادامه داد؛ در ماجرای الحاق کریمه به فدراسیون روسیه در اسفتاده از همین روش موفق بود؛ و تلاش داشت تا در بحران ۲۰۲۱–۲۰۲۲ روسیه و اوکراین از آن استفاده کند.
این روش توسط دیگر دولت‌ها و کنشگران سیاسی در جهان، مثل دونالد ترامپ رئیس جمهور سابق آمریکا به کار گرفته شده است.

## ویژگی‌ها
کاربرد این روش به شکل مدرن از روش‌های پروپاگاندا در اتحاد جماهیر شوروی که در طول جنگ سرد استفاده می‌شد اتخاذ شده است؛ به طوری که در آن زمان که اوایل عصر اینترنت بود، تعداد بسیار زیادی کانال و پیام با رویکردی «بی‌شرمانه» در انتشار دروغ یا پیام‌های ضدونقیض به کار گرفته شدند. هدف نخست این روش سرگرم کردن، گیج کردن و تحت تاثیر قرار دادن مخاطب است. رگبار دروغ از فناوری‌های مدرن، مانند اینترنت و رسانه‌های اجتماعی، و همچنین تغییرات در چگونگی اطلاع یافتن مردم اخبار یا انتشار دادن آن، بهره برده است.  
بر مبنای مطالعه رند کورپوریشن ۲۰۱۶ مدل رگبار دروغ چهار عامل برجسته دارد: الف) در حجم زیاد و از طریق کانال‌های متعدد انجام می‌شود، ب) سریع، مداوم و مکرر است، ج) هیچ تعهدی به واقعیت عینی ندارد د) و هیچ تعهدی ندارد که ثبات داشته باشد (ممکن است در آینده تغییر کند).  حجم زیاد پیام‌ها، استفاده از کانال‌های متعدد، استفاده از ربات‌های اینترنتی و حساب‌های کاربری جعلی به این دلیل موثر است که مردم احتمالا اخباری را بهتر باور می‌کنند، که توسط منابع متعدد انتشار یافته است. برای مثال، به علاوه آرتی به عنوان یک منبع خبری شناخته‌شده، روسیه پروپاگاندا را با استفاده از ده‌ها وب‌گاه که آرتی را نمایندگی می‌کردند و ارتباط خود با آن را یا پنهان می‌کردند و یا بی‌اهمیت جلوه می‌دادند، انتشار می‌داد." مردم بیشتر تمایل دارند داستانی را باور کنند که بسیاری از دیگران آن را باور کرده‌اند، مخصوصا اگر آن دیگران افرادی باشند که به گروهی تعلق دارند که مردم خود را با آن‌ها معرفی می‌کنند. بنابراین، لشگری از ترول‌ها می‌توانند با ایجاد فشاری دروغین که اکثریتی از همسایگان فرد از این نظر حمایت کرده است، بر نظر یک فرد تاثیر بگذارد.
استفاده دولت روسیه از این روش موفقیت‌هایی را در وادار کردن مردم به باور و انتشار اخبار دروغ و نپذیرفتن گزارش‌های حقیقی داشته است. موفقیت این روش با عقل سلیم که معتقد است ارتباطات زمانی متقاعدکننده‌تر است که صادقانه، معتبر و غیرمتناقض باشد؛ در تعارض است.